# Cerkev Marijinega vnebovzetja, Banska Bistrica
Cerkev Marijinega vnebovzetja, imenovana tudi nemška cerkev, je dominantna značilnost mestnega grajskega posestva v Banski Bistrici na Slovaškem. Cerkev je slovaški kulturni spomenik z oznako 601-2321/8 z dne 18. maj 1955.

## Opis cerkve
Na starejših temeljih romanske bazilike s kvadratnim svetiščem so jo sredi 13. stoletja zgradili bogati nemški meščani, lastniki rudnikov.
Utrdba okoli cerkve se omenja že leta 1442. Od takrat je bila večkrat prezidana. Na južni strani cerkve so leta 1473 zgradili kapelo sv. Andreja in Kristusovega telesa ter leta 1480 kapelo sv. Janeza Krstnika. Tudi stranska ladja na severni strani je bila leta 1478 prezidana v kapelo in posvečena sv. Barbari, zavetnici rudarjev.
Po uničujočem požaru leta 1500 je po zaslugi poznogotske prezidave cerkev Marijinega vnebovzetja dobila novo podobo. Za to so bili zaslužni najbogatejši rudarji. Iz tega obdobja je tudi njen vzdevek »nemška«. Leta 1761 je mesto znova prizadel velik požar. Njegov obseg je bil eden največjih v takratni Evropi, uničil je več kot tristo hiš. Zrušila se je streha župnijske cerkve in udrli oboki. Glavni oltar iz delavnice mojstra Pavla iz Levoče, ki je bil višji od levoškega, se je spremenil v pepel. Samo po čudežu je kip Kristus na Oljski gori ušel uničenju. V notranjosti je ohranjen bronast krstilnik, ki ga je izdelal mojster Jodok leta 1475, in oratorij sv. Jána Almužníka nad zakristijo, ki je iz leta 1516. Kapela sv. Barbare je znana po poznogotskem oltarju mojstra Pavla, ki je bil dokončan leta 1509. V kapeli lahko občudujete originalni obok, pa tudi freske svetnikov: Vojteha, Martina, Hieronima, Imriha in Ladislava.
Poslikava baročnih obokov iz leta 1770 je delo Antona Schmidta. Na glavnem oltarju sta dve sliki – Marijino vnebovzetje in sv. Trojica J. L. Krackerja iz leta 1774. Liturgični predmeti iz 17. in 18. stoletja so dragocen tempeljski zaklad. Med njimi izstopa kelih iz srede 18. stoletja levoškega zlatarja J. Szilassyja.

## Kapela sv. Barbare

### Zgodovina

#### 15.–16. stoletje
Natančnega leta izgradnje kapele ni mogoče navesti, je pa prvi pisni omemba iz leta 1477. Tega leta je kapela stala, a ni bila posvečena. Posvetitev je bila izvedena leta 1478. Njen investitor je bil Mikuláš Plath, banski meščan, zato jo pogosto imenujejo Plathova kapela. Mikuláš Plath je bil zelo pomembna oseba za Bansko Bistrico. Bil je član mestnega sveta in kasneje celo župan. Po njegovi smrti je kapelo prevzela vdova Dorota.
Leta 1500 je Banska Bistrica skupaj z župnijsko cerkvijo utrpela uničujoč požar. Koliko je bila kapela poškodovana, ni znano, ohranili pa so oboke. Na steni kapele je še vidna letnica 1504, kar očitno nakazuje konec obnove oziroma zaključek poslikav. Kapela je vključevala tudi finančni kapital, od katerega je bilo leta 1479 mestu Kremnica posojeno 500 goldinarjev. Slednje se je zavezalo, da bo za kapelo plačevalo davek v višini 25 goldinarjev. Toda, tako kot v drugih mestih, se je rudarstvo soočilo z zatonom, Kremnica pa je zaradi nezmožnosti plačevanja davka zašla v spore z Bansko Bistrico.
Zaradi izselitve družine Plath iz Banske Bistrice, nepričakovane spremembe imena Wolfganga Platha po ženi, rojeni Glöcknitzer, kot dodajajo arhivski zapisi, je kapela postala last družine Glöcknitzer.

#### 17.−18. stoletje
Kapelo včasih imenujejo tudi Guthianna, ker je družina Guthian leta 1643 poskrbela za njeno popravilo. Leta 1761 je cerkev znova pogorela, streha kapele se je podrla, oboki pa so se ohranili. Vendar se to ni zgodilo v drugih delih cerkve, ki je bila baročno prezidana, kar se je odrazilo tudi v arhitekturi kapele. Vhod v kapelo zdaj ni bil več ločen od severne stene, saj je kapela do tedaj služila kot zasebni sakralni prostor, temveč je bila z velikim lokom povezana z glavno ladjo cerkve. Na zahodni steni je bila izrezana tudi nova odprtina v zakristijo z baročno podolgovatim portalom. Kapela je bila obnovljena leta 1876 pod škofom A. Ipolyijem.

#### 19.–20. stoletje
Med popravilom leta 1971 so bile odstranjene slike F. Storna iz leta 1876.

### Arhitekturni opis
Kapelo še danes krasi prvotni poznogotski lunetni obok. Podpira ga šest konzol z upodobljenimi glavami svetnikov: sv. Ladislav, sv. Vojteh, sv. Martin, sv. Hieronima in sv. Imrich. Konzola s sv. Štefan jo je dokončal med popravilom leta 1971. Rebra so enostavna profilirana z dvema utoroma na obeh straneh s simetrično osjo na vrhu hruškastega profila rebra in konvergirajo k omenjenim nosilcem. Da so rebra oboka v pozni gotiki pogosto izpolnjevala zgolj estetsko funkcijo, ne pa statične, dokazuje konzola sv. Hieronima, ki je točno nad vhodnim lokom, na statično najbolj obremenjenem delu loka. Tloris oboka ima zvezdast značaj z obsežno poligonalno povezavo reber. Sestavljen je iz dveh polj, ki imata klančine na različnih višinah, simetrično poravnane. Zanimiv je par reber, na zahodni in vzhodni steni, ki segajo iz sten in ustvarjajo vtis nadaljevanja oboka.
Gotsko okno, ki je nad prvotnim gotskim vhodom, tvorita dve redovnici, ki nosita cvetno rozeto. Tu je tudi okroglo gotsko okno, ki pa za razliko od sosednje slovaške cerkve zaradi baroka ni bilo zazidano. Prvotno sta bila v kapeli dva oltarja. Večji, posvečen sv. Barbari in sv. Hieronimu, ki se pripisuje avtorju mojstru Pavlovu iz Levoče, in manjši oltar, posvečen sv. Petru in sv. Pavlu, ki pa ni preživel. Nepremičnina vključuje tudi krstilnico mojstra Jodoka in najstarejši epitaf v Banski Bistrici avtorice Kláre Plathove, najprej vgrajen v tla pred vhodom v kapelo, zdaj sekundarno v steno.
- Obok
- Konzola sv. Hieronýma
- Krstitilnk
- Sekundarno nameščen epitaf